# انلیستد
اِنلیستد (به انگلیسی: Enlisted) یک بازی ویدئویی تیراندازی اول شخص چندنفره تاکتیکی‌است که توسط دارک فلو ساخته شده و توسط گایژین انترتینمنت منتشر شده‌است. این بازی در طول جنگ جهانی دوم تعریف شده‌است و حول محور نبردهای عمده در همه جبهه‌های جنگ می‌جنگد. این یک عنوان عرضه شده برای ایکس‌باکس سری اکس و سری اس و کنسول‌های منحصر به فرد بود. در ۲ مارس ۲۰۲۱، به صورت بتا بسته برای پلی‌استیشن ۵ عرضه شد، و در ۸ آوریل ۲۰۲۱، این بازی به عنوان یک تست بتا باز روی رایانه شخصی منتشر شد.